# Xperia 10 VI
Xperia 10 VI（エクスペリア テン マークシックス）は、ソニーが製造するスマートフォンである。ソニーのXperiaシリーズのひとつで、フラッグシップモデルXperia 1 VIとともに、2024年5月15日に発表された。

## 仕様

### CPU (SoC)
CPUは、QualcommのSnapdragon6Gen1を搭載。Snapdragon695（Xperia 10 V、10 IVに搭載）から30パーセントほど性能が向上している。

### ディスプレイ
サイズは約6.1インチでアスペクト比は2024年モデルでは唯一の21:9を採用している。また、164gという超軽量を実現している。解像度はFHD+、リフレッシュレートは60Hzと平均的なミドルレンジのスペックを有する。

### 内蔵メモリー・ストレージ容量
メモリーは8GBで、ストレージは128GB。最大1.5TBのmicroSDカードに対応している。

### バッテリー容量
バッテリー容量は5,000mAh。CPUの進化により動画連続再生時間は前機種のXperia 10 V比で約10%向上した。他に類を見ないほどの電池持ちで、大目に使っても2日間持つ。

### カメラ
今回から望遠レンズがなくなったがクロップズーム(後述)で光学2倍相当の望遠を実現。自然なぼけ感や4K撮影、シャッター音を鳴らさないで撮影可能な点が特徴。

#### 広角レンズ
26mm(1倍)のレンズ。レンズの中央部分を切り出す(クロップ)ことで、光学2倍相当の望遠を実現。望遠レンズがなくなった事で最大望遠倍率は下がった(10倍→6倍)が、センサーが大型の広角の物になったため画質は向上し、弱点の暗所撮影性能も向上している。

#### 超広角レンズ
16mm(0.6倍)のレンズ。

### スピーカー
フロントステレオスピーカーを採用しており、スピーカーユニットが刷新された。これによりメリハリのある透き通った音が響くようになった。また、ミドルレンジのスマートフォンとして珍しくaptX Adaptive(参考:)に対応している。

### その他の機能
- 防水IPX5/IPX8、防塵IP6X
- 3.5mmイヤホンジャック
- 最高1.5TB microSDカード
- おサイフケータイ (FeliCa)

## 色展開
| 色 | 名前     |
| -- | -------- |
|    | ブラック |
|    | ホワイト |
|    | ブルー   |

## セキュリティアップデート保証
最大2回のOSバージョンアップと4年間のセキュリティアップデートに対応（発売されたタイミングから起算）。前機種Xperia 10 Vの3年間から1年延びている。